# Synagoga w St. Pölten

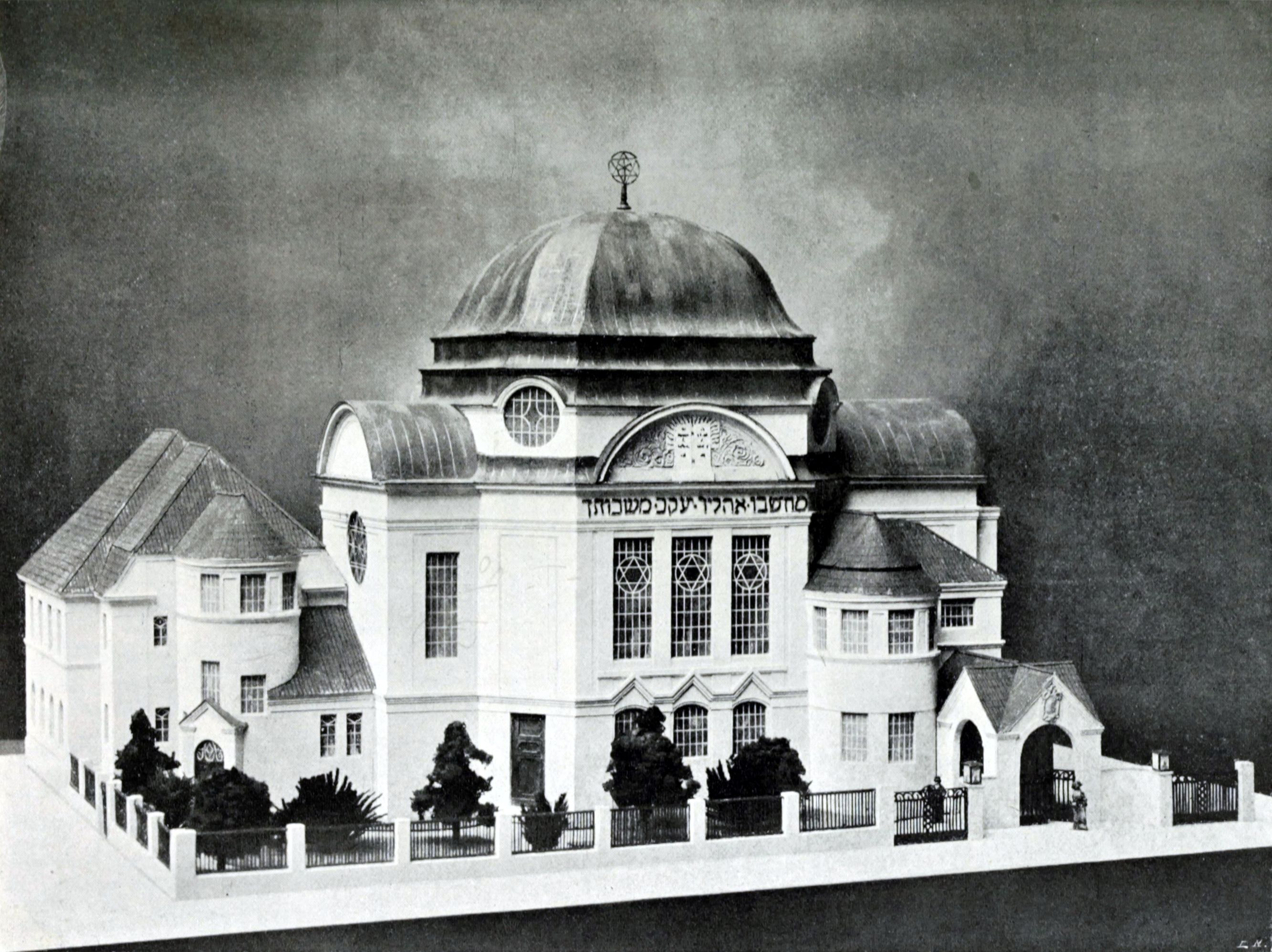
Model synagogi

Synagoga w St. Pölten – dawna synagoga w St. Pölten, stolicy Dolnej Austrii.
Obiekt znajduje się przy Karl-Renner-Promenade 22 (alei w miejscu dawnych murów miejskich). Wybudowana w latach 1912–1913, według projektu architektów Theodora Schreinera i Viktora Postelberga. Reprezentuje spokojny i stonowany styl secesyjny. Synagogę zniszczyli naziści w 1938, podczas nocy kryształowej, po dokonaniu Anschlussu Austrii. Odbudowana dopiero w latach 1980–1984 mieści Instytut Historii Żydów w Austrii (Institut für Geschichte der Juden in Österreich). Obok synagogi znajduje się pomnik Żydów pomordowanych w latach 1938–1945 z wykazem nazwisk.